# المو (شهر اتریش)
المو (به آلمانی: Ellmau) یک منطقهٔ مسکونی در اتریش است که در ناحیه کوفستاین واقع شده‌است. المو ۳۶٫۴ کیلومتر مربع مساحت دارد ۸۲۰ متر بالاتر از سطح دریا واقع شده‌است.